# Função pública da Irlanda
A função pública (em irlandês: An Stat-sheirbhís) da Irlanda é o termo colectivo para o pessoal permanente nos Ministérios de Estado e alguns organismos estatais que aconselham e trabalham para o Governo. É constituída por duas grandes componentes, a Função Pública do Governo e a Função Pública do Estado. Embora estes dois componentes são em grande parte teóricos, eles têm algumas diferenças fundamentais nas suas funções.